# 9923 Ronaldthiel
9923 Ronaldthiel è un asteroide della fascia principale. Scoperto nel 1981, presenta un'orbita caratterizzata da un semiasse maggiore pari a 2,8119046 UA e da un'eccentricità di 0,0712532, inclinata di 4,40057° rispetto all'eclittica.